# Nic Oumouk
Nic Oumouk est une série de bande dessinée humoristique dessinée et écrite par Manu Larcenet. La série est en cours. 

## Synopsis
Nic Oumouk est un jeune de banlieue issu d'une famille d'immigrés marocains dont le père est parti « construire une autoroute » depuis cinq ans. Mais loin des clichés, Nic Oumouk est chétif, docile et maladroit. Racketté par « Yannick Noah » et sa bande de voyous qui en ont fait leur martyr favori, persécuté par Edukator le héros masqué de la cité parti en guerre contre l'illettrisme de Nic, Nic tente de gagner un peu d'argent pour retrouver son père.

## Personnages
- Nic Oumouk est un jeune de banlieue innocent et rêveur qui voudrait devenir délinquant.
- « Yannick Noah » est le caïd du quartier qui rackette Nic et ses amis.
- « Jambonneau » est un ami de Nic Oumouk qui voudrait sortir un album de rap hardcore.
- Edukator est le justicier masqué de la banlieue. Il essaye d'apprendre le français aux jeunes des cités.

## Albums
- Tome 1 : Total souk pour Nic Oumouk (2005)
- Tome 2 : La France a peur de Nic Oumouk (2007)

## Éditeur
- Dargaud : tomes 1 et 2 (première édition des tomes 1 et 2)

## Anecdote
- Le titre est un jeu de mots, provenant de l'arabe où la sonorité oumouk signifie ta mère. Il fait référence au personnage principal lui-même qui ne sait, malgré les apparences, pas parler arabe.
- À la fin du tome 2 apparait en clin d'œil Aimé Lacapelle, un personnage de Jean-Yves Ferri – coauteur du Retour à la terre avec Larcenet.